# Macrohaplogrupo L (ADNmt)
Em genética humana, o macro-haplogrupo L (mtADN) é o haplogrupo mais próximo de Eva (ADNmt) do qual descendem todos os haplogrupos.
O sistema de classificação dos haplogrupos mitocondriais (ADNmt) por letras de A a Z seguidos de números não reflete a ordem de mutações mas a ordem pela qual foram descobertas e classificadas as amostras disponíveis.
O haplogrupo L1, atualmente presente em África Ocidental e Central, foi originado à 150.000 anos, em África a partir do extinto haplogrupo L0. Cerca de um terço dos africanos tem o haplogrupo L2 que surgiu à 70.000 anos. Devido à prevalência do haplogrupo L2 na população com origem em áfrica, este é o mais comum entre os afro-americanos. O haplogrupo  L3 é o ancestral comum dos haplogrupos  M e N dos quais descendem todos os não africanos.

## Distribuição na Europa
As linhagens L são escassas na europa (<1%). De acordo com um estudo em 2012, por Cerezo et al., provavelmente cerca de 65% das linhagens do haplogrupo L existentes na população Europeia são provenientes de África em periodos históricos correspondentes à romanização, invasão arabe e comércio de escravos, os restantes 35% são provenientes de áfrica em èpocas pré-históricas, há mais de 11.000 anos. Na Peninsula Ibérica, detetou-se principalmente uma linhagem pré-histórica (um subclado específico europeu), que terá vindo do período Epipaleolítico.
O aumento da freqüência verifica-se na parte ocidental da Península. Partindo da Galiza (3,26%) e Norte de Portugal (3,21%), para o centro (5,02%) e  sul do país (11,38%). Também foram relatadas freqüências de 7,40 % e 8,30%, respectivamente,  no sul da Península Ibérica (Espanha e Portugal) e na população atual de Priego de Córdoba por Casas et al. 2006. [23] Também foram encontradas frequências baixas  nas regiões autónomas de Portugal, com haplogrupos L que constituem cerca de 13% das linhagens na Madeira (se incluirmos descendentes de estrangeiros presentes na Ilha) e 3,4% nos Açores. No arquipélago espanhol das Ilhas Canárias, as frequências foram relatadas em 6,6%.  As frequências mais elevadas de linhagens Subsaarianas encontrados até agora na Europa foram observados por Alvarez et al. 2010, na comarca de Sayago (18,2%), o que está de acordo com os autores, "comparável à descrita para o Sul de Portugal" e por Pereira et al. 2010, em Alcácer do Sal (22%). Mas a população estudada de Alcácer do Sal incluía nitidamente imigrantes africanos, portanto não deve ser considerada como representativa da população nativa portuguesa.

Em Itália, as linhagens do haplogrupo L estão presentes nalgumas regiões com freqüências entre 2 e 3%, no Lácio (2,90%), Toscana, Basilicata e na Sicília.

## Frequências (> 1%)
| Region           | Population or Country     | Number tested | Reference                      | %      |
| África Oriental  | Somalis                   | 26            | Watson et al. (1997)           | 50.00% |
| África Oriental  | Sudan                     | 112           | Afonso et al. (2008)           | 72.50% |
| África Oriental  | Ethiopia                  | 270           | Kivisild et al. (2004)         | 52.20% |
| Norte de África  | Libya (Jews)              | 83            | Behar et al. (2008)            | 3.60%  |
| Norte de África  | Tunisia (Jews)            | 37            | Behar et al. (2008)            | 2.20%  |
| Norte de África  | Morocco (Jews)            | 149           | Behar et al. (2008)            | 1.34%  |
| Norte de África  | Tunisia                   | 64            | Turchi et al. (2009)           | 48.40% |
| Norte de África  | Tunisia (Takrouna)        | 33            | Frigi et al. (2006)            | 3.03%  |
| Norte de África  | Tunisia (Zriba)           | 50            | Turchi et al. (2009)           | 8.00%  |
| Norte de África  | Morocco                   | 56            | Turchi et al. (2009)           | 25.00% |
| Norte de África  | Morocco (Berbers)         | 64            | Turchi et al. (2009)           | 3.20%  |
| Norte de África  | Algeria (Mozabites)       | 85            | Turchi et al. (2009)           | 12.90% |
| Norte de África  | Algeria                   | 47            | Turchi et al. (2009)           | 20.70% |
| Europa           | Italy (Latium)            | 138           | Achilli et al. (2007)          | 2.90%  |
| Europa           | Italy (Volterra)          | 114           | Achilli et al. (2007)          | 2.60%  |
| Europa           | Italy (Basilicata)        | 92            | Ottoni et al. (2009)           | 2.20%  |
| Europa           | Italy (Sicily)            | 154           | Ottoni et al. (2009)           | 2.00%  |
| Europa           | Spain                     | 312           | Alvarez et al. (2007)          | 2.90%  |
| Europa           | Spain (Galicia)           | 92            | Pereira et al. (2005)          | 3.30%  |
| Europa           | Spain (North East)        | 118           | Pereira et al. (2005)          | 2.54%  |
| Europa           | Spain (Priego de Cordoba) | 108           | Casas et al. (2006)            | 8.30%  |
| Europa           | Spain (Zamora)            | 214           | Alvarez et al. (2010)          | 4.70%  |
| Europa           | Spain (Sayago)            | 33            | Alvarez et al. (2010)          | 18.18% |
| Europa           | Spain (Catalonia)         | 101           | Alvarez-Iglesias et al. (2009) | 2.97%  |
| Europa           | South Iberia              | 310           | Casas et al. (2006)            | 7.40%  |
| Europa           | Spain (Canaries)          | 300           | Brehm et al. (2003)            | 6.60%  |
| Europa           | Spain (Balearic Islands)  | 231           | Picornell et al. (2005)        | 2.20%  |
| Europa           | Portugal                  | 594           | Achilli et al. (2007)          | 6.90%  |
| Europa           | Portugal (North)          | 188           | Achilli et al. (2007)          | 3.19%  |
| Europa           | Portugal (Central)        | 203           | Achilli et al. (2007)          | 6.40%  |
| Europa           | Portugal (South)          | 203           | Achilli et al. (2007)          | 10.84% |
| Europa           | Portugal                  | 549           | Pereira et al. (2005)          | 5.83%  |
| Europa           | Portugal (North)          | 187           | Pereira et al. (2005)          | 3.21%  |
| Europa           | Portugal (Central)        | 239           | Pereira et al. (2005)          | 5.02%  |
| Europa           | Portugal (South)          | 123           | Pereira et al. (2005)          | 11.38% |
| Europa           | Portugal (Madeira)        | 155           | Brehm et al. (2003)            | 12.90% |
| Europa           | Portugal (Açores)         | 179           | Brehm et al. (2003)            | 3.40%  |
| Europa           | Portugal (Alcacer do Sal) | 50            | Pereira et al. (2010)          | 22.00% |
| Europa           | Portugal (Coruche)        | 160           | Pereira et al. (2010)          | 8.70%  |
| Europa           | Portugal (Pias)           | 75            | Pereira et al. (2010)          | 3.90%  |
| Oeste da Ásia    | Yemen                     | 115           | Kivisild et al. (2004)         | 45.70% |
| Oeste da Ásia    | Yemen (Jews)              | 119           | Behar et al. (2008)            | 16.81% |
| Oeste da Ásia    | Bedouins (Israel)         | 58            | Behar et al. (2008)            | 15.50% |
| Oeste da Ásia    | Palestinians (Israel)     | 117           | Achilli et al. (2007)          | 13.68% |
| Oeste da Ásia    | Jordania                  | 494           | Achilli et al. (2007)          | 12.50% |
| Oeste da Ásia    | Iraq                      | 116           | Achilli et al. (2007)          | 9.48%  |
| Oeste da Ásia    | Syria                     | 328           | Achilli et al. (2007)          | 9.15%  |
| Oeste da Ásia    | Saudi Arabia              | 120           | Abu-Amero et al. (2007)        | 6.66%  |
| Oeste da Ásia    | Lebanon                   | 176           | Achilli et al. (2007)          | 2.84%  |
| Oeste da Ásia    | Druzes (Israel)           | 77            | Behar et al. (2008)            | 2.60%  |
| Oeste da Ásia    | Kurds                     | 82            | Achilli et al. (2007)          | 2.44%  |
| Oeste da Ásia    | Turkey                    | 340           | Achilli et al. (2007)          | 1.76%  |
| América do Sul   | Colombia (Antioquia)      | 113           | Bedoya et al. (2006)           | 8.00%  |
| América do Norte | Mexico (North-Central)    | 223           | Green et al. (2000)            | 4.50%  |
| América do Sul   | Argentina                 | 246           | Corach et al. (2009)           | 2.03%  |